# Baudelio Pelayo Brambila
"Monseñor Baudelio Pelayo Brambila" (1900-1975) religioso mexicano.

## Biografía
Nació el 28 de octubre de 1900 en Santa Rosalía, Jalisco, México, pueblo situado a 250 kilómetros al oeste de Guadalajara.
Sus padres fueron Melitón Pelayo y Dolores Brambila, siendo el primogénito de 10 hermanos.
Realizó estudios de primaria en Santa Rosalía y formó parte del grupo de acólitos que servían en la parroquia de su pueblo.

## Al Seminario
Poco después de haber terminado la instrucción primaria, ingresó al Seminario de Guadalajara, Jalisco, México, en donde permaneció hasta 1924, en que, debido a la persecución religiosa en México, fue enviado a concluir sus estudios de Teología al Seminario de Los Ángeles, California, pero como ahí no impartían el curso que le correspondía, decidió regresar a Guadalajara y en su paso por la ciudad de Chihuahua, el Obispo Don Antonio Guízar y Valencia lo invitó a quedarse en esa diócesis.
Fue en Chihuahua donde recibió la ordenación sacerdotal en la Catedral el 3 de abril de 1926 y cantó su primera misa el día 11 del mismo mes.

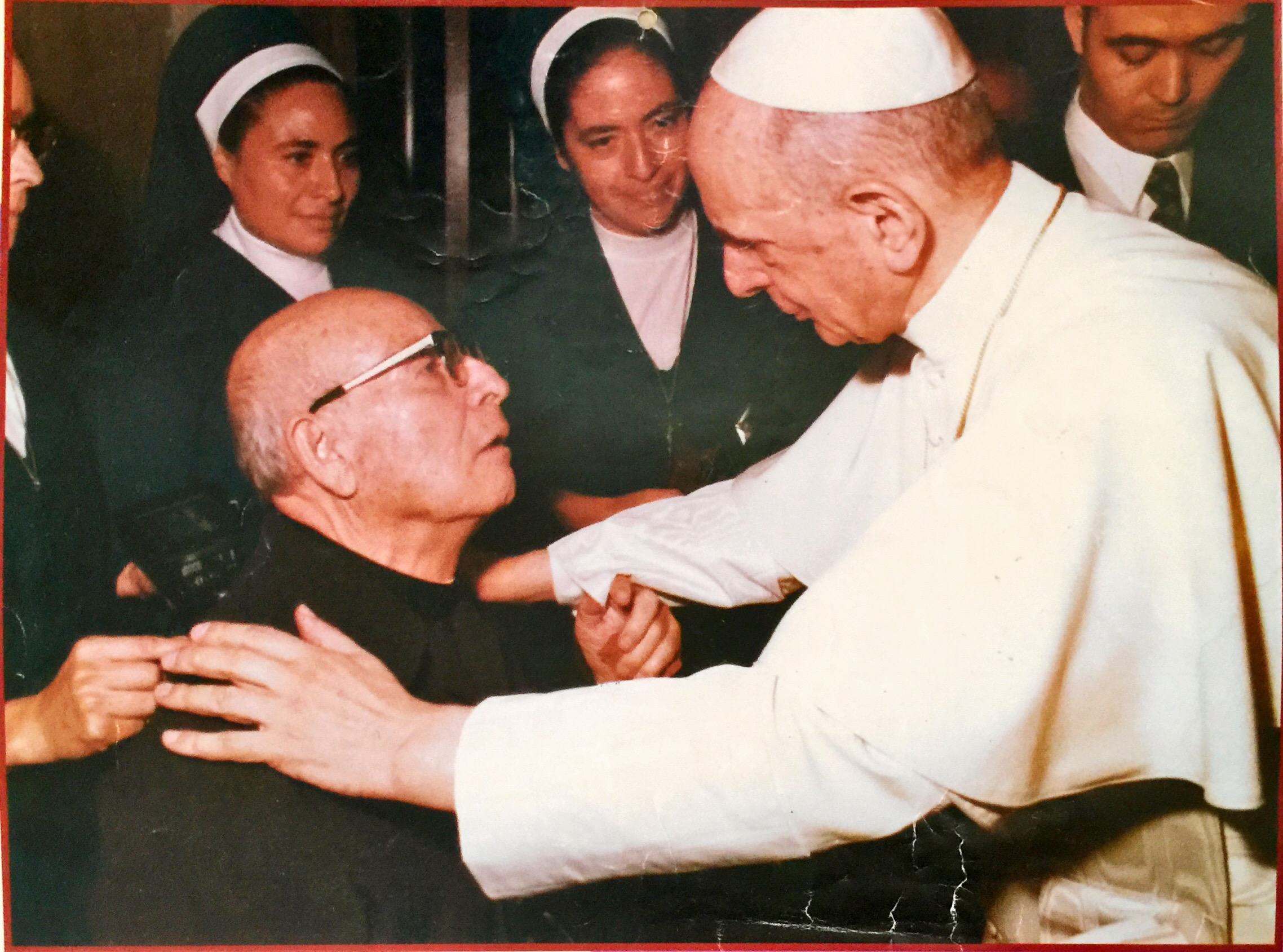
Monseñor Baudelio Pelayo con Pablo VI

A los tres meses de haber sido sacerdote, se desató nuevamente la persecución religiosa, habiendo sido cerrados los templos en 1926 y reabiertos al culto público en 1929. Durante esos tres años el padre Pelayo, con un celo apostólico como el de los primeros cristianos, se dedicó a atender catecismo, auxiliar enfermos y administrar los sacramentos según las circunstancias. Durante estos mismos años colaboró en la formación de los futuros sacerdotes , impartiendo clases de Latín a los seminaristas en casas particulares y en 1930 en el Seminario diocesano.
En 1929 fue nombrado párroco de la comunidad de Santo Niño en la Ciudad de Chihuahua, capital en donde permaneció hasta finales de 1932. Después fue nombrado párroco de Santa Rosalía en la ciudad de Camargo, Chihuahua, México, de 1933 a 1937, donde todavía le tocó vivir la persecución religiosa.

## Infatigable
Se le veía correr infatigable de Parral a Valle de Allende, Jiménez, Camargo, La Cruz, Saucillo, igual que a Delicias, Meoqui, Rosales y Julimes.
Con valentía realizó su ministerio sacerdotal predicando la Palabra, instruyendo o alentando catequistas, fortaleciendo la vida religiosa de la gente.
En esta época, cuando tenía 33 años de vida y debido a su celo sacerdotal, el padre Baudelio recibió de Roma el nombramiento de Monseñor.
Su siguiente destino fue en Ciudad Juárez, Chihuahua, a donde llegó el 9 de septiembre de 1937 para hacerse cargo de la parroquia de Nuestra Señora de Guadalupe en medio de difíciles condiciones humanas y espirituales.
“Durante el apostolado parroquial que llevé a cabo entre campesinos, en villas y rancherías, observaba que los trabajos no producían el fruto esperado, ya que debido a la marcada ignorancia en materia religiosa había que distribuir el tiempo en ocupaciones que podrían ejecutar religiosas y seglares, como es la preparación doctrinal a la recepción de los sacramentos”, escribió monseñor.
Todo esto producía en el sacerdote una inquietud que lo llevó a solucionar esa gravísima necesidad de la instrucción religiosa. Y a este problema vino a sumarse otro no menos grave: Como consecuencia de la Segunda Guerra Mundial, las miserias se extendían entre las familias pobres dando lugar a la mendicidad ancianos y niños.

## Sacerdote Fundador
Ante esta situación apremiante, monseñor llamó a un grupo de jóvenes cristianas y generosas a quienes expuso estos graves problemas y su ilusión de fundar una congregación religiosa que tuviera como finalidad aliviar estas necesidades mediante la instrucción religiosa y la caridad social.
La respuesta no se hizo esperar y así llegó a la fundación de tres grandes obras asistenciales: Asilo de Ancianos San Antonio (1940), Orfanatorio de Guadalupe (1946), Ciudad del Niño (1954).
Y con el fin de dar continuidad a sus obras, tanto en apostolado social, como en la evangelización, fundó en 1947 la Congregación Hermanas Misioneras de María Dolorosa que hasta hoy sirve en Ciudad Juárez y tiene presencia en otros países de Latinoamérica.
La construcción de templos fue otra de sus grandes actividades que con la ayuda generosa de la comunidad realizó este incansable pastor.
El 23 de febrero de 1969, monseñor Pelayo tomó posesión de la que sería su última parroquia: Nuestra Señora de Lourdes, donde sirvió hasta el 13 de junio de 1972,  cuando sufrió una embolia cerebral. Fue atendido en el Asilo de Ancianos San Antonio, y cuando pudo recuperar el movimiento y el habla, volvió a celebrar la Eucaristía y a desplazarse en silla de ruedas.
En 1973 tuvo la oportunidad de viajar a Italia acompañado por tres hermanas de la congregación, y una vez estando allá, vio logrado su sueño de visitar Tierra Santa y el Santuario de Nuestra Señora de Lourdes en Francia.
Faltando únicamente dos días para cumplir 75 años de edad, el 26 de octubre de 1975, fue llamado a la vida eterna en Ciudad Juárez, Chihuahua, México.